# سامنر (اکلاهما)
سامنر (به انگلیسی: Sumner) یک منطقهٔ مسکونی در ایالات متحده آمریکا است که در شهرستان نوبل، اکلاهما واقع شده‌است.